# Кукленко, Ольга Павловна

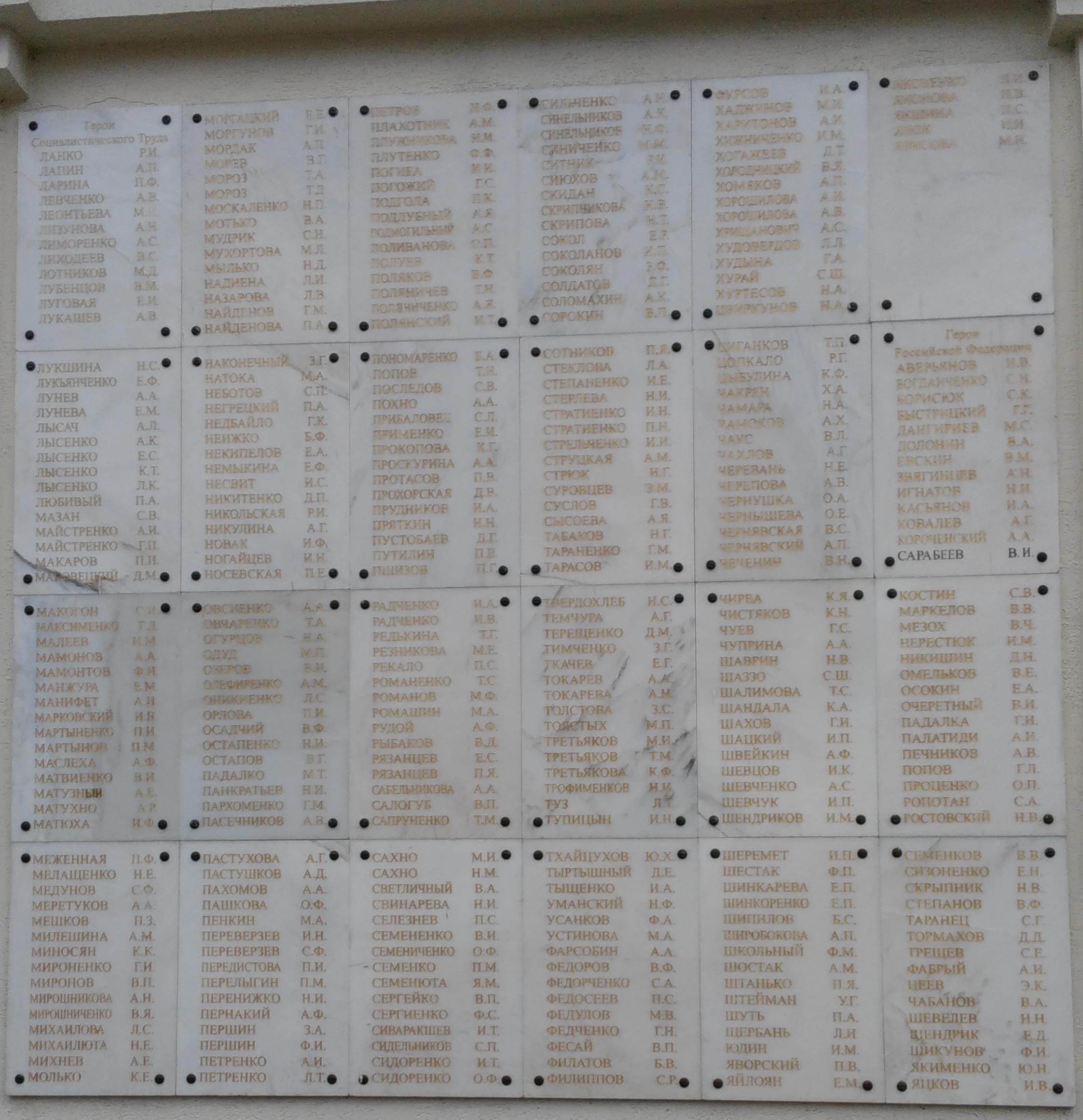
Мемориальная доска с именами Героев Социалистического Труда Кубани и Адыгеи. Краснодар

Ольга Павловна Кукленко (Поливанова) (13 июня 1908 года—?) — звеньевая зернового совхоза «Кубанский» Министерства совхозов СССР, Новопокровский район Краснодарского края. Герой Социалистического Труда (06.05.1948).

## Биография
Родилась 13 июня 1908 года в станице Новопокровская ныне районный центр Краснодарского края. Русская.
В 1924 году шестнадцатилетней девчонкой начала трудовую деятельность. С заселением в 1929 года посёлка Кубанский переехала и трудилась на его строительстве.
В 1946 году  возглавила полеводческое звено по выращиванию зерновых.
По итогам работы в 1948 году её звено получило урожай пшеницы 32 центнера с гектара на площади 20 гектаров при общесоюзной урожайности 11–13 центнеров с гектара.. 
Указом Президиума Верховного Совета СССР от 11 мая 1949 года за получение высоких урожаев пшеницы в 1948 году звеньевой зернового совхоза «Кубанский» Поливановой Ольге Павловне присвоено звание Героя Социалистического Труда с вручением ордена Ленина и золотой медали «Серп и Молот». 
В последующие годы О. П. Кукленко (в замужестве) и её звено продолжало получать высокие урожаи озимой пшеницы.
Дата смерти неизвестна.

## Награды
- Медаль «Серп и Молот» (11.05.1949);
- Орден Ленина (11.05.1949).
- Медаль «В ознаменование 100-летия со дня рождения Владимира Ильича Ленина» (6 апреля 1970)
- Медаль «За доблестный труд в Великой Отечественной войне 1941—1945 гг.»
- и другими
- Отмечена грамотами и дипломами.

## Память
- Имя Героя золотыми буквами вписано на мемориальной доске в Краснодаре.